# Kopa Magury

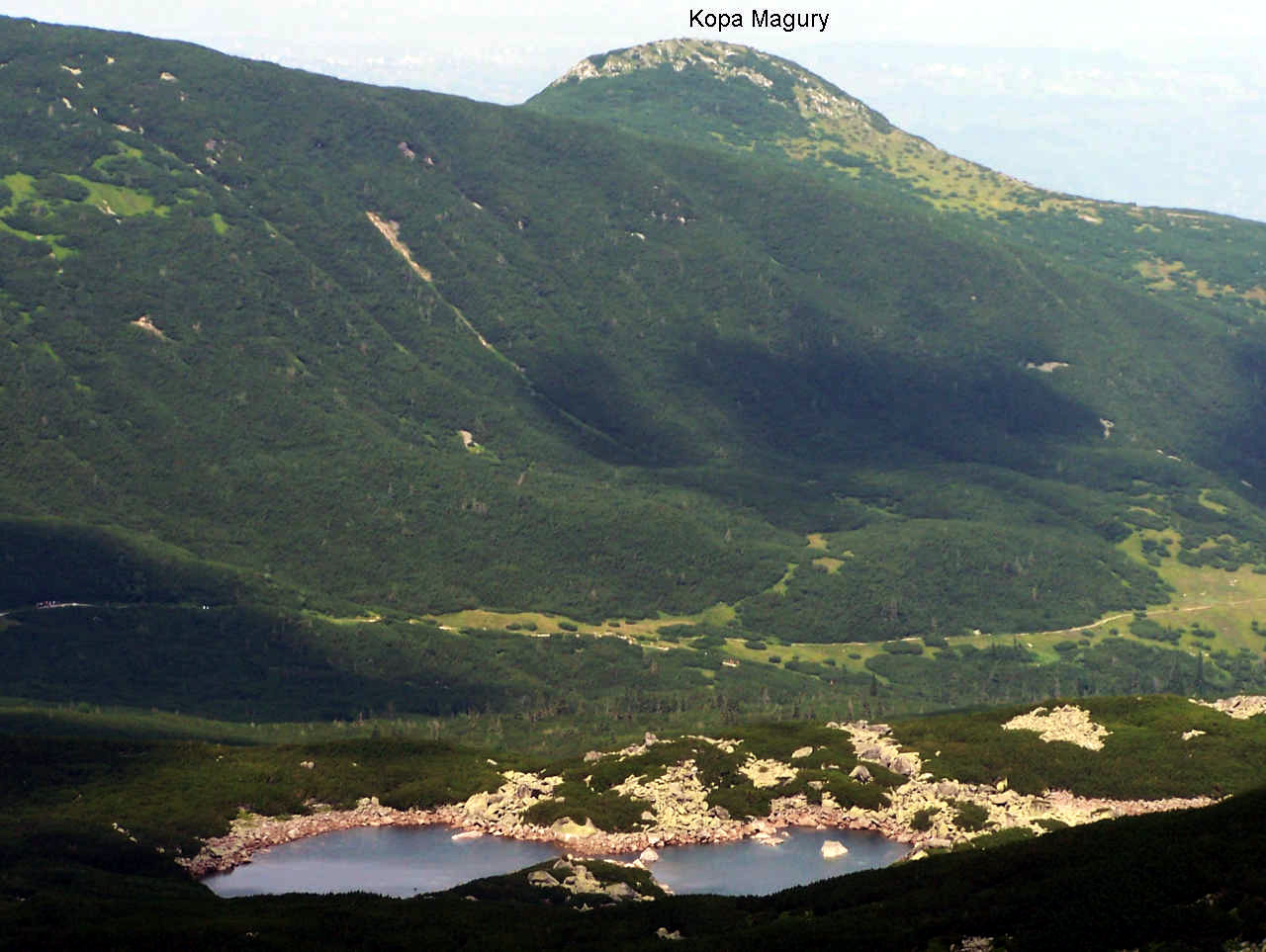
Kopa Magury. W dole Dwoisty Staw Gąsienicowy. Widok z Doliny Gąsienicowej

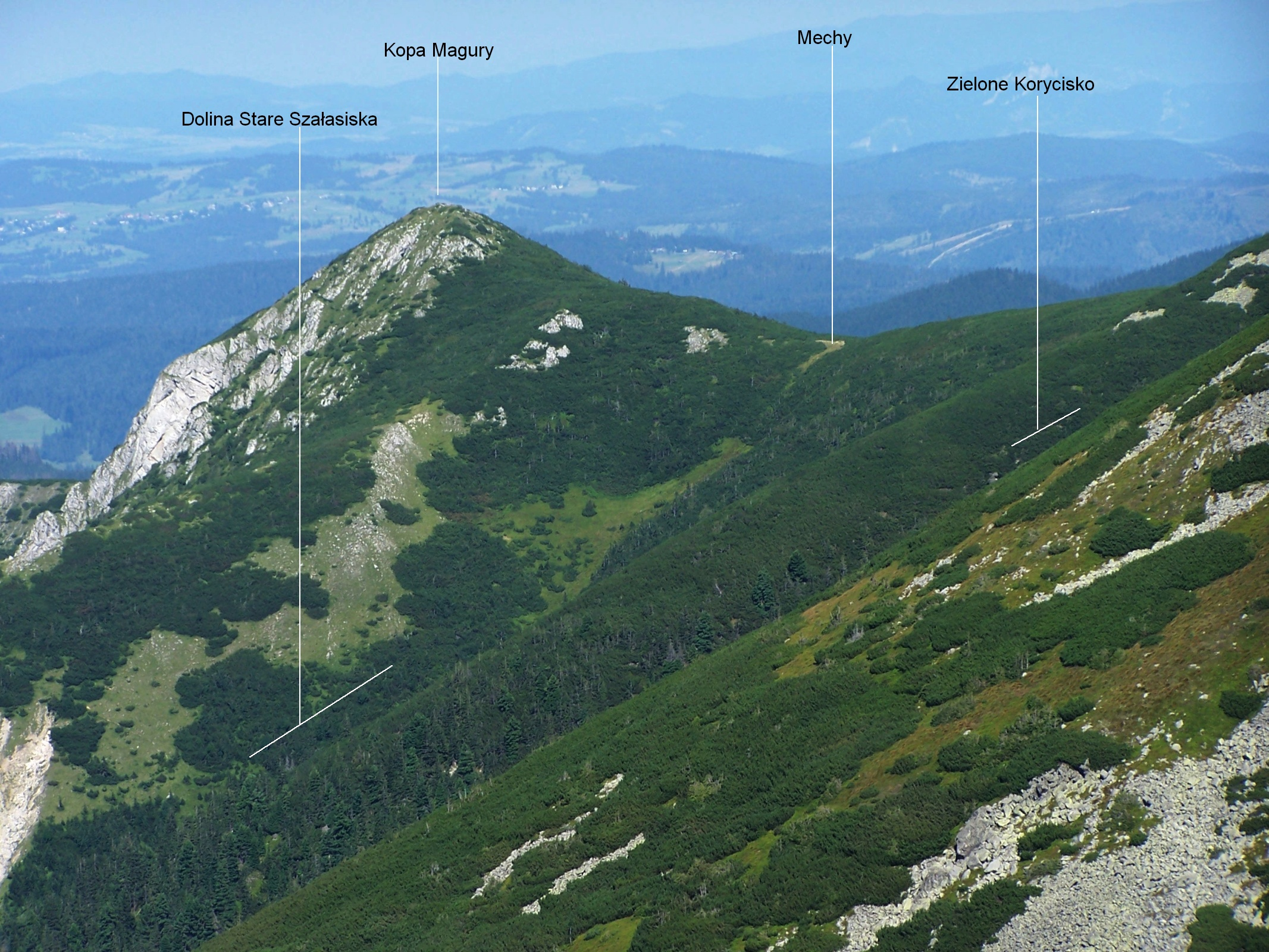
Widok z północnej grani Kasprowego Wierchu

Kopa Magury lub Magura (1704 m) – szczyt w północno-wschodniej grani Kasprowego Wierchu w polskich Tatrach Zachodnich.

## Topografia
Wznosi się między Uhrociem Kasprowym a Małą Kopą Królową. Od Uhrocia Kasprowego, a właściwie jednego z jego wzniesień, zwanego Małym Uhrociem Kasprowym (1750 m) jest oddzielona przełęczą Mechy (1662 m), od Małej Kopy Królowej (1577 m) oddziela ją płytka Magurska Przełęcz (1570 m). Wschodnie stoki Kopy Magury opadają na Królową Rówień należącą do Doliny Olczyskiej. W zachodnio-północno-zachodnim kierunku odchodzi od Kopy Magury boczna grań kończąca się Jaworzyńskimi Czołami w Kuźnicach. Grań ta oddziela dolinę Jaworzynkę od Doliny Kasprowej. Tak więc Kopa Magury wznosi się nad trzema dolinami: Olczyską oraz Kasprową i Jaworzynką (te dwie ostatnie są odnogami walnej Doliny Bystrej). Z grzbietu pomiędzy Magurą a Magurską Przełęczą opada do doliny Jaworzynki Żleb pod Czerwienicą.
Kopa Magury jest jeszcze zwornikiem dla Królowego Grzbietu – długiego i niskiego wału zaczynającego się w jej południowo-zachodnich stokach i oddzielającego Dolinę Suchej Wody od Doliny Olczyskiej.

## Geologia i rzeźba terenu
Wzniesienie ma ze wszystkich stron kopulasty wierzchołek doskonale oddający nazwę kopa. Zbudowane jest całkowicie z wapieni i dolomitów, dla których charakterystyczne jest występowanie zjawisk krasowych. Grotołazi odkryli tutaj liczne groty, wnęki i dziury, jednakże żadnej jaskini. Jaskinia Magurska, w której odkryto kości ssaków z okresu plejstocenu (m.in. niedźwiedzia jaskiniowego), wbrew swojej nazwie nie znajduje się w Kopie Magury, lecz na sąsiedniej Jaworzyńskiej Czubie. Łagodne i niskie stoki opadające do Doliny Gąsienicowej i na Królową Rówień są całkowicie porośnięte kosodrzewiną. Od tej strony szczyt jest łatwo dostępny (pomijając trudności kosodrzewinowe), nie prowadzi na niego jednak żaden znakowany szlak turystyczny. Bardziej strome stoki północno-zachodnie (345 m różnicy wzniesień) są skalisto-trawiaste. Niektóre ich fragmenty to w taternickim rozumieniu ściany.

## Historia
W przeszłości zwiedzana była przez turystów, był na niej m.in. Stefan Żeromski. W 1873 r. wykonano z wierzchołka całą serię pomiarów trygonometrycznych. W północnych stokach Magury oraz w rejonie Żlebu pod Czerwienicą i na północno-zachodnich stokach Małej Królowej Kopy znajdowały się w XVIII i XIX wieku kopalnie rudy żelaza założone za czasów Stanisława Augusta Poniatowskiego. Była to dobra ruda (hematyt), w Magurze w 1840 r. wydobywana w 5 sztolniach w ilości 400 ton rocznie. Sztolnie te były również zwiedzane turystycznie, m.in. przez Marię Steczkowską i Seweryna Goszczyńskiego, który tak opisuje swoje wrażenia z wycieczki do tych kopalni w 1832: „Szesnastu ludzi pracuje w tej bani od niedzieli do piątku... wychodzą na noc z bani i mają szałas, gdzie odpoczywają... Wewnętrzny widok bani ma w sobie coś smutnie zajmującego. Ci ludzie z dziką, wybladłą twarzą, albo snujący się po licznie rozgałęzionych podziemiach, to z żelaznymi w ręku kagańcami, albo z ciężkimi młotami pastwiący się (...) nad łonem ziemi-matki; te mdłe gwiazdki kagańców płonące tu wprost, tam w górze o kilkadziesiąt sążni, tam w dole w takiejże głębokości (...) ta cisza, ta sfera całkiem grobowa – przenoszą myśl w jakąś dziedzinę fantazji dzikiej, czarnej, nieludzkiej...”.
Nazwa góry pochodzi od Wołochów – ludu pasterskiego, który wprowadził pasterstwo w Tatrach. W ich języku oznacza mniejszą, odosobnioną górę. Dawniej nazywana była także Kopą Jaworzyńską lub Kopą i była wypasana, stanowiła tereny pasterskie Hali Królowej. Jej stoki wskutek nadmiernego wypasu uległy silnej erozji. Obecnie odtworzyła się już na nich naturalna roślinność, w większości w górnych partiach są porośnięte kosodrzewiną i z rzadka trawnikami.

## Przyroda
Na odkrytych skałach bogata flora wapieniolubnych roślin alpejskich. W murawach na Gładkim między Kopą Magurą a Jaworzyńską Czubą znajduje się najwyżej w Polsce położone stanowisko goryczuszki orzęsionej. Występuje też m.in. goryczuszka lodnikowa – bardzo rzadka roślina, w Polsce występująca tylko w Tatrach i to w nielicznych tylko miejscach (ok. 10 w całych polskich Tatrach). Na północno-zachodniej ścianie zimą przebywają stadka kozic, które na jej półkach, uskokach i trawiastych murawach o 60% nachyleniu znajdują dobre warunki do przetrwania zimy.